# Слободо-Туринское сельское поселение
Слободо-Туринское се́льское поселе́ние — муниципальное образование в Слободо-Туринском районе Свердловской области.
Административный центр — село Туринская Слобода.

## География
Слободо-Туринское сельское поселение расположено в центральной и восточной части Слободо-Туринского района, граничит с Тавдинским городским округом и Тюменской областью.

## История
Слободо-Туринское сельское поселение образовано 25 октября 2004 года в соответствии с Законом Свердловской области от № 149-ОЗ. В его состав вошли населённые пункты бывших Решетниковского, Тимофеевского, Слободо-Туринского и Храмцовского сельсоветов.

## Население
| 2010  | 2011  | 2012  | 2013  | 2014  | 2015  | 2016  |
| ----- | ----- | ----- | ----- | ----- | ----- | ----- |
| 7988  | ↘7957 | ↘7804 | ↘7620 | ↘7503 | ↘7357 | ↘7281 |
| 2017  | 2018  | 2019  | 2020  | 2021  | 2023  |       |
| ↘7209 | ↘7145 | ↘7068 | ↘7043 | ↘6546 | ↘6411 |       |

## Состав сельского поселения
| №  | Населённый пункт  | Тип населённого пункта       | Население |
| -- | ----------------- | ---------------------------- | --------- |
| 1  | Городище          | деревня                      | ↗15       |
| 2  | Давыдкова         | деревня                      | ↗13       |
| 3  | Коржавина         | деревня                      | ↘83       |
| 4  | Красный Яр        | деревня                      | ↘185      |
| 5  | Малиновка         | деревня                      | ↗2        |
| 6  | Маркова           | деревня                      | ↘10       |
| 7  | Овчинникова       | деревня                      | ↘46       |
| 8  | Решетникова       | деревня                      | ↘329      |
| 9  | Сагай             | деревня                      | ↘57       |
| 10 | Тимофеево         | село                         | ↘298      |
| 11 | Туринская Слобода | село, административный центр | ↘4973     |
| 12 | Фалина            | деревня                      | ↘124      |
| 13 | Храмцово          | село                         | ↘360      |
| 14 | Шадринка          | деревня                      | ↘51       |